# Bakırköy

Bakırköys läge i Istanbul.

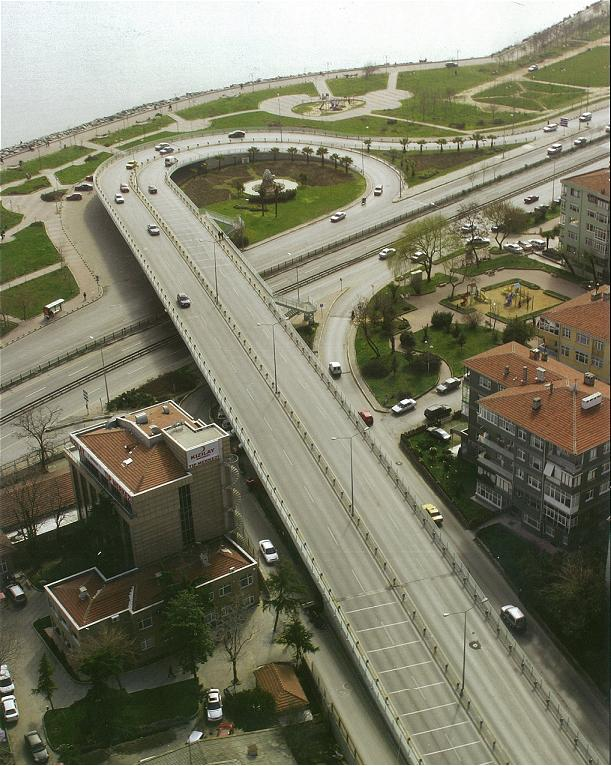
Cevizilk, Bakırköy.

Bakırköy är ett distrikt i provinsen och storstadskommunen Istanbul i Turkiet. Distriktet hade 218 352 invånare i slutet av 2009.

## Befolkningsutveckling
| 1927 | 27 732    |
| 1935 | 28 377    |
| 1940 | 33 532    |
| 1945 | 40 595    |
| 1950 | 42 596    |
| 1955 | 107 287   |
| 1960 | 102 617   |
| 1965 | 168 694   |
| 1970 | 341 743   |
| 1975 | 560 857   |
| 1980 | 882 505   |
| 1985 | 1 238 342 |
| 1990 | 1 328 276 |
| 2000 | 208 398   |
| 2007 | 214 821   |
| 2009 | 218 352   |

Distriktets gränser har ändrats under åren, vilket förklarar nedgången i folkmängd för vissa av de angivna årtalen.